# IC 1428
IC 1428 — галактика типу S (спіральна галактика) у сузір'ї Пегас. За оцінками, вона знаходиться на відстані 555 мільйонів світлових років від Чумацького Шляху і має діаметр близько 65 000 світлових років.
Галактики IC 1422 та IC 1425, серед інших, розташовані в цій же області неба.
Об'єкт був відкритий 19 серпня 1893 року Стефаном Жавелем.
Цей об'єкт міститься в оригінальній редакції індексного каталогу.